# Società Ginnastica Pro Lissone 1927-1928
Questa voce raccoglie le informazioni riguardanti la Società Ginnastica Pro Lissone nelle competizioni ufficiali della stagione 1927-1928.
La Pro Lissone scese in campo per tutta la stagione con una maglia a strisce verticali bianco-azzurre.

## Rosa
| N. |                   | Ruolo | Calciatore        |
| -- | ----------------- | ----- | ----------------- |
|    | Italia (bandiera) | A     | Adriano Belicchi  |
|    | Italia (bandiera) | P     | Mario Bossi       |
|    | Italia (bandiera) | C     | Pietro Casanova   |
|    | Italia (bandiera) | D     | Alessandro Cassar |
|    | Italia (bandiera) | C     | Giuseppe Colombo  |
|    | Italia (bandiera) | A     | Armando Corsiglia |
|    | Italia (bandiera) | C     | Bassano Daccò     |

| N. |                   | Ruolo | Calciatore        |
| -- | ----------------- | ----- | ----------------- |
|    | Italia (bandiera) | A     | Franco Dell'Acqua |
|    | Italia (bandiera) | C     | Lodovico Fossati  |
|    | Italia (bandiera) | A     | Ferdinando Gelosa |
|    | Italia (bandiera) | D     | Achille Marelli   |
|    | Italia (bandiera) | A     | Ugo Mazzola       |
|    | Italia (bandiera) | D     | Danilo Mariani    |
|    | Italia (bandiera) | D     | Paolo Villa       |

## Statistiche

### Statistiche di squadra
| Competizione      | Punti | In casa | In casa | In casa | In casa | In casa | In casa | In trasferta | In trasferta | In trasferta | In trasferta | In trasferta | In trasferta | Totale | Totale | Totale | Totale | Totale | Totale | DR |
| Competizione      | Punti | G       | V       | N       | P       | Gf      | Gs      | G            | V            | N            | P            | Gf           | Gs           | G      | V      | N      | P      | Gf     | Gs     | DR |
| ----------------- | ----- | ------- | ------- | ------- | ------- | ------- | ------- | ------------ | ------------ | ------------ | ------------ | ------------ | ------------ | ------ | ------ | ------ | ------ | ------ | ------ | -- |
| Seconda Divisione | 19    | 9       | 5       | 2       | 2       | 22      | 9       | 9            | 3            | 2            | 4            | 13           | 17           | 18     | 7      | 5      | 6      | 35     | 26     | +9 |